# Samfya (plaats)
Samfya is een plaats in de Zambiaanse provincie Luapula en vormt het centrum van het gelijknamige district. In Samfya wonen ongeveer 21.000 mensen. De plaats ligt ten zuidwesten van het Bangweulumeer, heeft enkele hostels en diverse witte stranden. Deze worden gebruikt voor recreatie, alhoewel in het meer ook krokodillen leven.
Naast vestigingsplaats voor lokale overheden en dependances van nationale overheidsinstellingen is Samfya ook een centrum voor handel en visserij, alsmede voor transport naar eilanden in het meer. 

## Geboren in Samfya
- Guus Til (1997), Nederlands voetballer